# Zig-zag (album)
Pour les articles homonymes, voir Zigzag (homonymie).
Albums de Eddy Mitchell
Rock 'n' Roll
(1972) Dieu bénisse le rock'n'roll
(1972)
Singles
1. C'est facile
Sortie : 26 octobre 1971
2. En revenant vers toi
Sortie : 2 juin 1972

Zig-zag est le douzième album studio d'Eddy Mitchell sorti en mars 1972.

## Histoire
Avec Zig-zag, Eddy Mitchell réalise un album plutôt hétéroclite,, enregistré en plusieurs fois à partir de juin 1971, dans quatre studios et avec des musiciens différents. Le chanteur s'entoure de certains des membres des groupes de rock progressif Zoo, Magma et Axis (ainsi que Joël Daydé, ancien membre de Zoo). Il ne contient que deux adaptations : Le Jeu d'après A Simple Game des Moody Blues et Cash d'après Patches de Chairmen of the Board (mais popularisée par de Clarence Carter).
La pochette reprend les codes visuels de la marque de papier à cigarette Zig-Zag.

### Sessions d'enregistrement
- Studio Chappell (Londres), arrangé par Ivan Jullien
- Studio Barclay (Paris), arrangé par Jean-Claude Petit
- Studio Lansdown (Londres), arrangé par Jean Bouchéty
- Studio Château d'Hérouville, arrangé par Teddy Lasry

## Liste des titres
| No  | Titre                  | Paroles                    | Musique                    | Durée |
| --- | ---------------------- | -------------------------- | -------------------------- | ----- |
| 1.  | En revenant vers toi   | Claude Moine               | Pierre Papadiamandis       | 3:29  |
| 2.  | La Nuit des maudits    | Claude Moine               | Jacques Waiser             | 3:53  |
| 3.  | Le Vaudou              | Claude Moine               | Dean Noton                 | 3:00  |
| 4.  | Personne               | Claude Moine, Yves Dessca  | Pierre Papadiamandis       | 2:44  |
| 5.  | Stop                   | Claude Moine               | Pierre Papadiamandis       | 3:16  |
| 6.  | Le Jeu (A Simple Game) | Boris Bergman (adaptation) | Mike Pinder                | 2:51  |
| 7.  | Cash                   | Claude Moine               | Norman Johnson, Ron Dunbar | 3:01  |
| 8.  | Je quitte la ville     | Claude Moine               | Pierre Papadiamandis       | 2:55  |
| 9.  | Résurrection           | Claude Moine               | Marc Buteaux               | 3:04  |
| 10. | Tout est dit           | Claude Moine               | Marc Buteaux               | 2:48  |
| 11. | C'est facile           | Claude Moine               | Pierre Papadiamandis       | 2:47  |

### Titre bonus (réédition CD)
Ce titre, enregistré au château d'Hérouville, n'est disponible que sur quelques compilations.
| No | Titre             | Paroles      | Musique         | Durée |
| -- | ----------------- | ------------ | --------------- | ----- |
| 1. | Entre Marx Et Mao | Claude Moine | Pierre Vassiliu | 3:29  |

## Crédits
- Directeur artistique : Jean Fernandez
- Pochette : Gilbert Moreau

## Singles
Deux 45 tours précèdent ou sont extraits de cet album :
- 26 octobre 1971 (Barclay 61507) :

1. C'est facile
2. Cash (Patches)

- 2 juin 1972 (Barclay 61563) :

1. En revenant vers toi
2. Stop